# Operationsanalyse
Operationsanalyse er en matematisk tilgang til løsning af mangeartede komplekse problemstillinger, f.eks. inden for økonomi eller planlægning. Udtrykket forkortes tit OR efter det engelske udtryk operations research. Ved hjælp af en opstillet matematisk model er det muligt at løse alle disse forskelligartede problemer enten analytisk, eller vigtigere, ved benyttelse af numerisk analyse.

## Informs' definition af OR
Institut for OR og Management Science som er det største internationale selskab inden for OR definerer OR på følgende måde:
- Operations Research (O.R.), or operational research in the U.K, is a discipline that deals with the application of advanced analytical methods to help make better decisions. The terms management science and analytics are sometimes used as synonyms for operations research[1].

Oversat til dansk bliver det
- Operationsanalyse, eller Operationel analyse som det hedder i Storbritannien, er en disciplin som beskæftiger sig med anvendelsen af avancerede analytiske metoder til at træffer bedre beslutninger. Begreberne "management science" og "analytics" bliver sommetider brugt som synonym for OR.

Definitionen fortsætter her i en oversat version:

Ved anvendelse af teknikker fra andre matematiske videnskaber, som for eksempel matematisk modellering, statistisk analyse og matematisk optimering, leverer OR optimale eller "nær-optimale" løsninger til komplekse beslutningsproblemer.

OR overlapper med andre discipliner, i særdeleshed industrial engineering og operations management. OR er ofte beskæftiget med at bestemme et maksimum (for eksempel profit, ydelse eller afkast) eller et minimum (for eksempel tab, risiko eller omkostning).

OR omfatter en lang række løsningsteknikker og metoder som anvendes i en stræben efter bedre beslutninger og større effektivitet. Af eksempler kan nævnes simulering, matematisk optimering, kø-teori, Markov beslutningsteori, metoder fra økonomi, data-analyse, statistik, "neural networks", expert systems (se den engelske wikipedia for en forklaring) og beslutningsanalyse. Næsten alle disse teknikker indebærer, at man konstruerer en matematisk model, som forsøger at beskrive det system, man ønsker forbedret.

På grund af den beregningstunge og statistiske beskaffenhed af de fleste af de førnævnte teknikker, har OR også stærke bånd til datalogi. En operationsanalytiker, som står overfor et nyt problem, skal beslutte sig for hvilke af disse teknikker, der passer bedst til det givne systems beskaffenhed, de ønskede mål for forbedring og begræsninger i beregningstid og computerkraft.

## Teknikker inden for OR
Her følger en (ikke udtømmende) liste af teknikker som benyttes inden for operationsanalyse til optimering af matematiske optimeringsproblemer:
- Lineær programmering
- Ikke-lineær programmering
- Heltalsprogrammering
- Dynamisk programmering
- Stokastisk optimering
- Markov besluningsteori

## Delemner inden for OR
Her følger en (ikke udtømmende) liste af emner som studeres inden for operationsanalyse:
- Transportplanlægning (fx optimering af jernbanedrift, rute-optimering)
- Trafikplanlægning
- Lagerstyring
- Produktionsoptimering/Produktionsplanlægning (fx optimering af produktionsstørrelse og sammensætning)
- Prisfastsættelse
- Optimering af servicefaciliteter (fx politikker for call centre)
- Mandskabsplanlægning
- Skemaplanlægning
- Netværksoptimering
- Facilitetsplacering (placering af sygehuse, brandstationer, lossepladser eller busstoppesteder)
- Rygsækproblem - betegnelse for et optimeringsproblem inden for operationsanalyse, kombinatorisk optimering og datalogi.

## Ledelsesvidenskab
Management Science, eller ledelsesvidenskab, er defineret som "the business use of operations research".. Det er en afdeling af anvendt matematik, der fokuserer på optimal beslutningsplanlægning og har til formål at forbedre en organisations evne til at træffe effektive, meningsfulde ledelsesbeslutninger.

### Relaterede Felter
Her er nogle af de områder, der har betydelig overlapning med Operations Research and Management Science:
- Grafteori
- Køteori
- Model_(matematik)
- Spilteori